# Can Boada (Terrassa)
Can Boada és una barriada del sector nord-occidental de Terrassa, al districte 5, situada per damunt la via del ferrocarril Barcelona-Manresa de la RENFE i migpartida pel transvasament de la riera del Palau. El seu nom deriva del mas de Can Boada del Pi, als camps del qua s'a construït el barri. Administrativament, el 1984 es va dividir en dos barris: Can Boada (Nucli Antic) i Can Boada del Pi, a banda i banda de la riera. És un barri mixt d'habitatge i indústria.

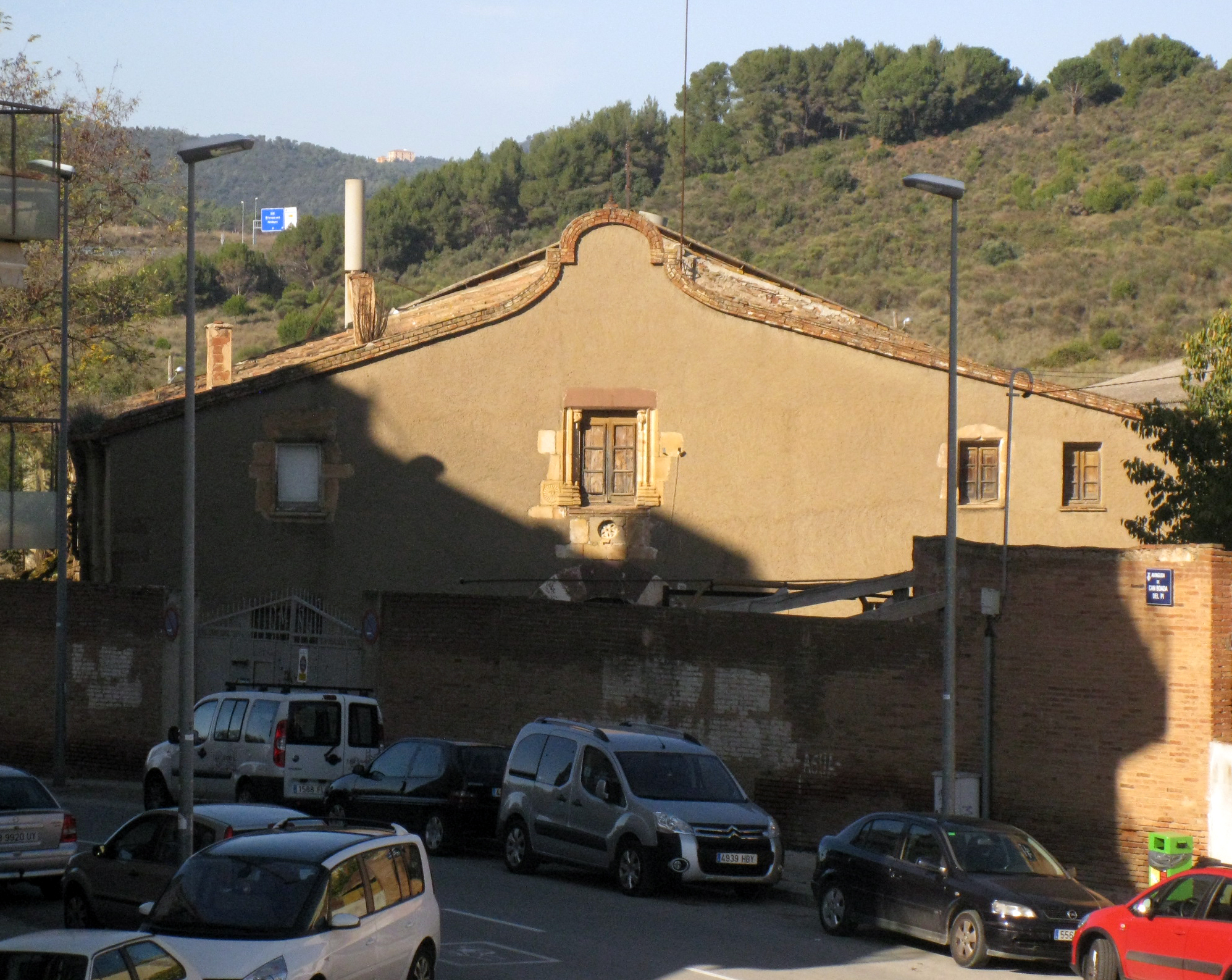
El mas de Can Boada del Pi, que ha donat nom a aquest sector de Terrassa

Va ser un dels primers barri de barraques des del 1939 a les marges del torrent del Batlle, entre la via de la RENFE i el camí de Can Gonteres, en una zona qualificada aleshores de rural al pla d'ordenació urbana. Al començament de la dècada del 1960 l'empresa Agut SA, del sector elèctric, construeix per als seus treballadors uns pisos a l'altra banda de la riera del Palau (l'actual avinguda de Josep Tarradellas), prop de la via del tren; són els anomenats pisos de l'Agut. Més amunt, seguint el curs de la riera, es van aixecar els pisos de Gibraltar, anomenats així perquè es construïren vora l'avinguda de Gibraltar, antic nom de l'actual avinguda de Josep Tarradellas. Aquest polígon d'habitatges, bastit en tres etapes entre el 1966 i el 1973, al començament de la dècada del 1980 es dilueix com a barri diferenciat i passa a formar part de Can Boada.
Després dels desastrosos aiguats del 1962 es transvasar la riera del Palau i fer-la passar pel mig de barri. A la riba septentrional, des de llavors aïllada de la resta i on només hi havia la masia originària de Can Boada del Pi, el mas de Can Marcet, l'ermita modernista del Sagrat Cor i algunes barraques, es van aixecar els anomenats pisos de Can Boada (1973-1977).
El 1984 es segrega Can Boada administrativament en dos barris, a banda i banda del transvasament; el sector sud, la part antiga, prendrà el nom de Nucli Antic, mentre que el sector nord s'anomenarà des de llavors Can Boada del Pi, igual que el mas que va donar nom inicialment al barri. La construcció del pont sobre el transvasament de la riera del Palau ha fet possible de nou la comunicació entre les dues parts de Can Boada; la creació dels dos instituts d'ensenyament mitjà ha revitalitzat ostensiblement el barri.